# Karl von Hasenauer
Karl von Hasenauer (né le 20 juillet 1833 à Vienne, mort le 4 janvier 1894 dans la même ville) est un architecte autrichien de l'historicisme.

## Biographie
Carl Hasenauer est l'élève d'August Sicard von Sicardsburg et d'Eduard van der Nüll. En 1873, il est élevé au rang de baron.
La même année, il devient architecte en chef de l'Exposition universelle de 1873. Avec Gottfried Semper, il conçoit le musée d'histoire de l'art de Vienne, le muséum , l'histoire naturelle de Vienne, le Burgtheater, le Semperdepot, le Neue Burg ainsi que de nombreux bâtiments du Ring. Semper et Hasenauer se séparent en 1876 après s'être disputé. En 1881, l'empereur lui confie l'édification d'un palais qu'il désire offrir à l'impératrice , la Villa Hermès.
Hasenauer se caractérise par un style très décoratif (dans l'esprit de Semper), mélangeant tous les arts.

## Source
- (de) Cet article est partiellement ou en totalité issu de l’article de Wikipédia en allemand intitulé « Carl von Hasenauer » (voir la liste des auteurs).
- (de) Julius Leisching, « Hasenauer, Karl Freiherr von », dans Allgemeine Deutsche Biographie (ADB), vol. 50, Leipzig, Duncker & Humblot, 1905, p. 47-51
- (de) Erwin Neumann, « Hasenauer, Carl Freiherr von », dans Neue Deutsche Biographie (NDB), vol. 8, Berlin, Duncker & Humblot, 1969, p. 24–25 (original numérisé).